# حفل توزيع جوائز الأكاديمية الإفريقية للأفلام الثالث عشر
حفل توزيع جوائز الأكاديمية الأفريقية للأفلام الثالث عشر (بالإنجليزية: 13th Africa Movie Academy Awards) كان حفل توزيع جوائز الأكاديمية الأفريقية للأفلام الخاص بسنة 2017، وقد نُظم الحفل يوم 15 يوليو 2017 في مدينة لاغوس في نيجيريا.

## الجوائز
| أفضل فيلم | أفضل مخرج |
| --- | --- |
| - فيليسيتي – السنغال - آخر واحد فينا - تونس - مسافة ميل بحذائي – المغرب - 76 - نيجيريا - فايا - جنوب أفريقيا - 93 يوما - نيجيريا - ملكة كاتوي - أوغندا - Wulu – مالي - نادني باللص – جنوب أفريقيا                                                   | - أكين أوموتوسو - فايا - داودا كوليبالي - وولو - ستيف غوكاس – 93 يوما - ميرا ناير - ملكة كاتوي - إيزو أوجوكو - 76 - دارين جوشوا - نادني باللص - ألان غوميس - فيليسيتي - علاء الدين سليم - آخر واحد فينا - سعيد خلاف - مسافة ميل بحذائي         |
| أفضل ممثل في دور رئيسي | أفضل ممثلة في دور رئيسي |
| - جوهر سوداني - آخر واحد فينا - سمباسا نزريبي – دولة بطيئة - إبراهيم كوما – وولو - ريتشارد موفي داميجو - أولويبيري - أمين الناجي - مسافة ميل بحذائي - ديفيد أويلو – ملكة كاتوي - دان جاك موتون - نادني باللص - رامسي نوح – 76                       | - فيرو تشاندا بيا مبوتو - فيليسيتي - ليديا فورسون - كيتيكي - لوبيتا نيونغو – ملكة كاتوي - بيمبو أكينتولا – 93 يوما - جوزيت بوشيل مينغو – بينما نحن أحياء - ريتا دومينيك – 76 - خابونينا كابيكا – سلام دورا - زيمخيثا نيوكا - فايا              |
| أفضل ممثل في دور مساعد | أفضل ممثلة في دور مساعد |
| - بابي مباكا - فيليسيتي - أدونيجا أويريوا - 76 - وارن ماتسيمولا - فايا - أولو جاكوبس - أولويبيري - ريتشارد سيروازي – بينما نحن أحياء - مجيد ميشيل – دولة بطيئة                                                                                      | - أنجيليك كيدجو - المدير التنفيذي - إينا موجا – وولو - تيريزا إيديم - أياما - تايو أجاي لايسيت - أولويبيري - نماندي مبوسيت - فايا - سومكلي إياما – 93 يوما                                                                                     |
| أفضل تصميم أزياء ‏ | أفضل مكياج ‏ |
| - ملكة كاتوي - أوغندا - أياما - نيجيريا - كيتيكي - غانا - آخر واحد فينا - تونس - لوغان أوفي - نيجيريا | - أولويبيري - نيجيريا - سلام دورا – جنوب أفريقيا - أياما - نيجيريا - آخر واحد فينا - تونس - دولة بطيئة- نيجيريا |
| أفضل تصوير سينمائي ‏ | أفضل تصميم إنتاج ‏ |
| - آخر واحد فينا - تونس - المتصل الحوت – جنوب أفريقيا - فيليسيتي - السنغال - فايا- جنوب أفريقيا - مسافة ميل بحذائي - المغرب | - 76 – نيجيريا - نادني باللص – جنوب أفريقيا - فيليسيتي - السنغال - ملكة كاتوي - أوغندا - آخر واحد فينا - تونس |
| أفضل مونتاج ‏ | أفضل سيناريو ‏ |
| - فيليسيتي - السنغال - نادني باللص - جنوب أفريقيا - فايا – جنوب أفريقيا - بينما نحن أحياء – بوركينا فاصو/السويد - المدير التنفيذي - نيجيريا | - فايا – جنوب أفريقيا - أولويبيري - نيجيريا - سلام دورا- جنوب أفريقيا - فيليسيتي – السنغال - بينما نحن أحياء- بوركينا فاصو/السويد |
| أفضل فيلم في لغة أفريقية ‏ | أفضل فيلم نيجيري |
| - فيليسيتي – السنغال - لوغان أوفي - نيجيريا - نادني باللص – جنوب أفريقيا - فايا – جنوب أفريقيا | - 76 - أخضر أبيض أخضر - 93 يوما - المدير التنفيذي - أياما - أولويبيري |
| أفضل فيلم قصير ‏ | أفضل فيلم رسوم متحركة ‏ |
| - مكان لنفسي – رواندا مُناصفة - مكان في الطائرة – السنغال مُناصفة - بوت – نيجيريا - في يوم الإثنين الماضي – غانا/الولايات المتحدة - صمت - نيجيريا - كيزا - أنغولا - يموجا: صعود الأوريسا- نيجيريا/المملكة المتحدة - مارابو – السنغال                  | - غات فلاورز - نيجيريا - بلاك باربي – غانا - غيرو – نيجيريا - بول – نيجيريا |
| أفضل فيلم وثائقي ‏ | أفضل فيلم أخرجه مخرج مقيم خارج القارة ‏ |
| - ماما كولونيل – جمهورية الكونغو الديمقراطية - تراث التلال – مالي - ماكوكو: طفو المستقبل - نيجيريا - البيت في الميدان – المغرب - العيش غنيا – كوت ديفوار - عائلة نوابا – نيجيريا - الأفريقي الذي أراد الطيران – الغابون - غضب في مهب الريح - النيجر | - بينما نحن أحياء – بوركينا فاصو/السويد - الاحتفاظ بالأحلام – نيجيريا/كندا - نظرية النزاع- نيجيريا/الولايات المتحدة - مسافة ميل بحذائي – المغرب/كندا - غضب الجحيم - نيجيريا/الولايات المتحدة                                                   |
| أفضل فيلم قصير بالنسبة للشتات | أفضل فيلم وثائقي بالنسبة للشتات |
| - 90 يوما - الولايات المتحدة مُناصفة - Kbela – البرازيل مُناصفة - كاش آوت – الولايات المتحدة - The Tale of Four – كوراساو | - الثالث عشر - الولايات المتحدة - أنا لست زنجيك – هايتي/فرنسا - ورثة فيتنام – مارتينيك - هوراس تابسكوت، ميوزيكال غريوت - الولايات المتحدة |
| أفضل فيلم طويل بالنسبة للشتات | أفضل موسيقى تصويرية |
| - ولادة أُمة - الولايات المتحدة - عصابة جزر الهند الغربية - غوادلوب - أسوار – الولايات المتحدة - دابل بلاي – كوراساو - ضوء القمر – الولايات المتحدة                                                                                                  | - فيليسيتي - السنغال - فايا – جنوب أفريقيا - 93 يوما - نيجيريا - مسافة ميل بحذائي - المغرب - 76 - نيجيريا - بينما نحن أحياء- بوركينا فاصو/السويد                                                                                               |
| أفضل مؤثرات بصرية ‏ | أفضل صوت ‏ |
| - وولو - مالي - أولويبيري- نيجيريا - الحوت المتصل – جنوب أفريقيا - ملكة كاتوي - أوغندا - دولة بطيئة – نيجيريا | - فايا – جنوب أفريقيا - 93 يوما – نيجيريا - فيليسيتي – السنغال - وولو- مالي - سلام دورا – جنوب أفريقيا |
| أفضل ممثل واعد ‏ | أفضل أول عمل إخراجي |
| - مادينا نالوانغا – ملكة كاتوي - Paballo Koza – سلام دورا - أزفيل شان ماديبا - فايا - أوستن روز – Call Me Thief - آدم كانياما – بينما نحن أحياء | - وولو – داودا كوليبالي – مالي - السعادة كلمة من أربعة أحرف –ثابانغ مولايا - جنوب أفريقيا - أخضر أبيض أخضر – آبا ماكاما - نيجيريا - بانجوكو – كيزيتو صامويل - أوغندا - آخر واحد فينا – علاء الدين سليم – تونس - راين – دانيال ماغيروا - أوغندا |

## أكثر الأفلام حصولا على الترشيحات
| الفيلم           | عدد الترشيحات |
| ---------------- | ------------- |
| فايا             | 12            |
| فيليسيتي         | 11            |
| 76               | 8             |
| ملكة كاتوي       | 8             |
| نادني باللص      | 7             |
| 93 يوما          | 7             |
| Wulu             | 7             |
| مسافة ميل بحذائي | 6             |